# Вільям Брюс Камерон
Вільям Брюс Кемерон (нар. 25 липня 1956) — американський письменник, колумніст і гуморист . Найбільшу популярність Кемерон отримав завдяки своєму роману «Життя і мета собаки», який 52 тижні був у списку бестселерів New York Times . Книга є основою для кіноверсії з Деннісом Куейдом, Брітт Робертсон, Пеггі Ліптон, Кей Джей Апа, Джульєтт Райленс, Люком Кірбі, Джоном Ортісом і Пучом Холлом у головних ролях, яка вийшла в кінотеатрах 27 січня 2017 року. За «Життям і метою собаки» слідує продовження під назвою «Подорож собаки „, яку Кемерон разом із Кетрін Мішон адаптували до однойменного фільму .
Його книги перекладені понад 60 мовами.

## Життя і кар'єра
Кемерон народився в Петоскі, штат Мічиган . Він також є автором бестселера про самовдосконалення “8 простих правил зустрічі з моєю донькою-підлітком», який пізніше був адаптований у короткочасний однойменний ситком ABC, який виходив у ефір з 2002 по 2005 рік. Його книга «8 простих правил для одруження з моєю дочкою» вийшла в 2008 році, і до її публікації вже була угода про голлівудський фільм із 89 Films і Венді Файнерман, продюсером «Диявол носить Prada» .
Кемерон також є автором книги «Як змінити чоловіка», уривок з якої був опублікований у серпневому номері O, The Oprah Magazine за 2005 рік, і був темою для Опра Шоу 1 листопада 2005 року. Його роман " Мета собаки " був опублікований у липні 2010 року видавництвом Tom Doherty Associates . Він був 19 тижнів у списку бестселерів The New York Times у твердій обкладинці. Версія в м'якій палітурці була випущена 24 травня 2011 року.  Загалом, Життя і мета собаки провів рік у списку бестселерів The New York Times (у твердій та м'якій обкладинках разом).
Він писав щотижневу колонку для Creators Syndicate з 2001 по 2015 рік, яка з'являлася приблизно в 50 газетах США та Канади, включно з гавайською MidWeek ; «8 простих правил» розповідав його гумористичні застереження та спогади про його життя та був названий на честь його бестселера. У 2012 році, перевантажений іншою роботою, Кемерон призупинив її після 689 видань.
Роман Кемерона «Собача дорога додому» 2017 року надихнув на створення однойменного фільму 2019 року.
Продовження фільму «Мета собаки» 2012 року під назвою "Подорож собаки " було адаптовано Кемероном та його дружиною Кетрін Мішон до однойменного фільму режисера Гейл Манкузо .

## Нагороди
- 2006: Премія Товариства Роберта Бенчлі за гумор[14][15]
- 2006: Премія Національного товариства газетних оглядачів за найкращий гумор[16]
- 2011: Колумніст року Національного товариства газетних колумністів